# Henryka Żelska

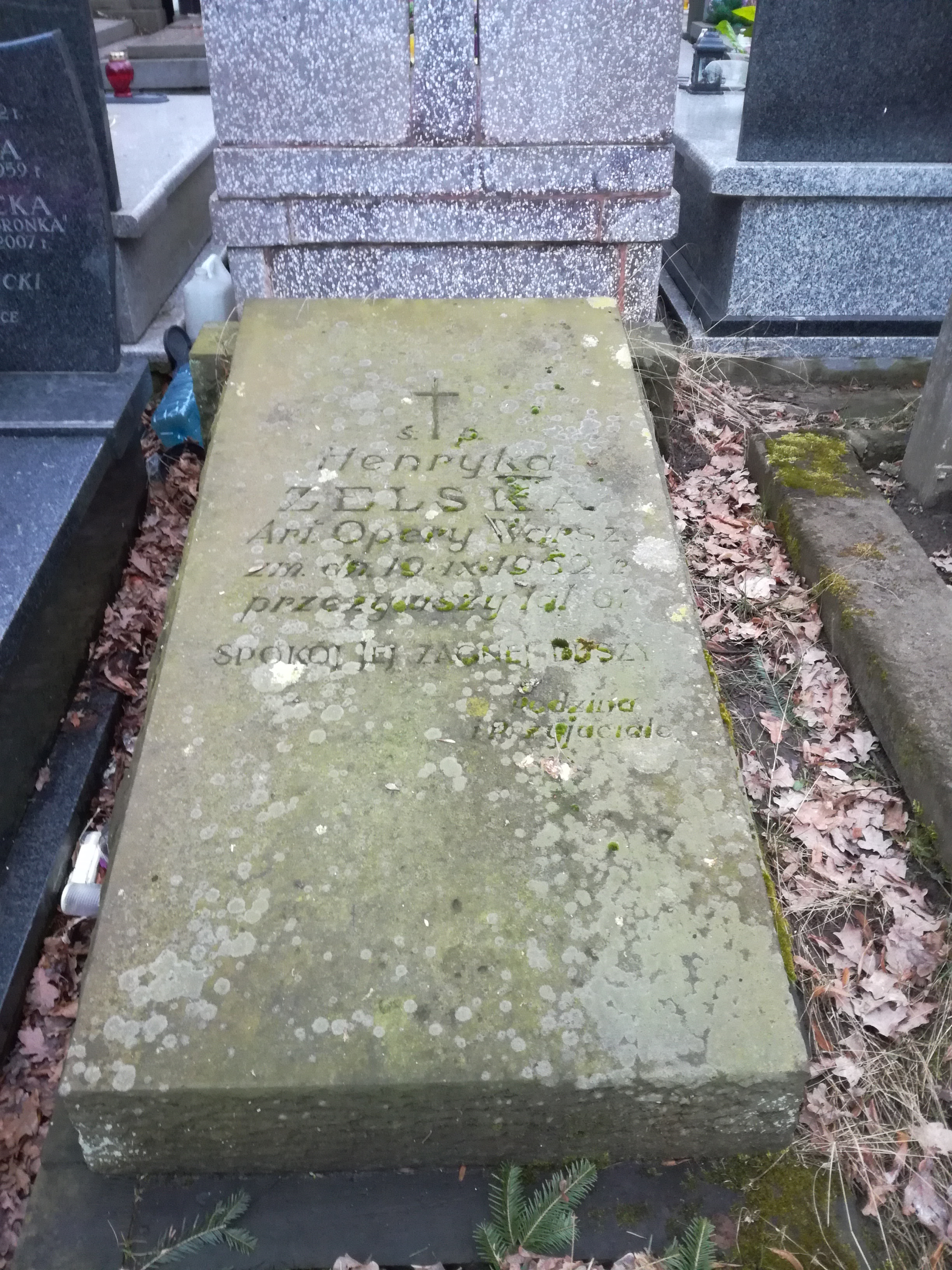
Grób Henryki Żelskiej na cmentarzu Bródnowskim

Henryka Ludomira Żelska (ur. 1892, zm. 19 września 1952 w Warszawie) – polska śpiewaczka operowa (sopran).
Nauki śpiewu uczyła się u Stanisławy Doliwa-Dobrowolskiej, debiutowała ok. 1915. W 1918 otrzymała angaż w Teatrze Wielkim w Warszawie, występowała w partiach sopranowych w Fauście, Afrykance, Carmen, Żydówce, Eros i Psyche. W czerwcu 1920 została żoną Aleksandra Herbsta i praktycznie zaprzestała występów na scenie. Sporadycznie występowała w radio. 
Zmarła w 1952 i spoczywa na cmentarzu Bródnowskim w Warszawie (kw. 6F-VI-20).